# Геи и лесбиянки в Союзе
Геи и лесбиянки в Союзе (нем. Lesben und Schwule in der Union — LSU) — организация внутри коалиции ХДС/ХСС, основанная в 1998 году, представляющая интересы геев, лесбиянок и бисексуалов.
Следует отметить, что программа группы LSU не в полной мере поддерживается материнскими партиями — ХДС и ХСС. В частности, LSU выступает за полное уравнивание гражданских партнёрств с традиционными браками, а также разрешение однополым парам совместно усыновлять детей.
Членом организации может стать любой из членов ХДС/ХСС независимо от его сексуальной ориентации.
LSU также является членом Союза геев и лесбиянок Германии.